# Hoeflers Falterfisch
Hoeflers Falterfisch (Chaetodon hoefleri) ist eine Art aus der Familie der Falterfische.

## Merkmale
Hoeflers Falterfisch erreicht eine maximale Länge von 27 Zentimetern, wobei der Fisch meist jedoch nur 17 Zentimeter lang wird.
Der Fisch hat einen silbrigweißen, hochrückigen und seitlich abgeflachten Körper. Dieser wird von vier senkrechten gelb bis dunkelbraun gefärbten Bändern überzogen, von denen ein fast schwarzes Band vor dem hartstrahligen Teil der Rückenflosse ansetzt und über das Auge zum unteren Teil des Kopfes verläuft. Zwei der gelb bis dunkelbraun gefärbten Bänder ziehen sich über die Körperseiten des Fisches, wobei eines dieser Bänder am 3. bis 5. Hartstrahl der Rückenflosse beginnt und über den Ansatz der Brustflossen bis zu den Bauchflossen verläuft. Das dritte, dunkelbraune Band verläuft von den hinteren Hartstrahlen der Rückenflosse bis zum Ansatz der Afterflosse und enthält in seinem oberen Teil einen deutlich sichtbaren schwarzen Fleck. Ein weiteres der vier gelb bis dunkelbraunen Bänder bedeckt den Ansatz der Schwanzflosse. Außerdem weist der Fisch ein dunkelbraunes Band auf, welches beginnend zwischen den Augen bis zum Ende der kurzen Schnauze verläuft. Der obere Teil des Kopfes sowie die Rückenflosse und der weichstrahlige Teil der Afterflosse und der Brustflossen sind gelb bis orange gefärbt. An den Rändern des weichstrahligen Teils der Rücken- sowie der Afterflosse befindet sich ein schmales weißes, bisweilen hellblaues, Band, an welches sich nach innen ein schmales schwarzes Band anschließt. Sowohl die Brustflossen als auch die Schwanzflosse sind transparent, wobei letztere ein orangefarbenes, halbmondförmiges Band im mittleren Teil der Flosse aufweist.
- Flossenformel: Dorsale XI/21–24, Anale III/16–18[2]

## Verbreitung
Das Verbreitungsgebiet von Hoeflers Falterfisch beschränkt sich auf den östlichen tropischen Atlantik: Von der Levrier Bay in Mauretanien im Norden bis zur Küste Angolas im Süden. Hoeflers Falterfisch kommt auch in den Gewässern um die Kanarischen Inseln sowie bei den Kapverdischen Inseln vor und wurde schon im westlichen Mittelmeer gesichtet.

## Vorkommen und Verhalten
Hoeflers Falterfisch kommt meist in Gebieten mit felsigem Untergrund vor, wurde jedoch auch schon in Gebieten mit sandigen bzw. schlammigen Böden nachgewiesen. Der Fisch hält sich in Tiefen von 10 bis 150 Metern auf.
Hoeflers Falterfisch ernährt sich in der Natur von in der Nähe des Bodens lebenden Wirbellosen. Die Fische sind getrenntgeschlechtlich und eierlegend, wobei die Befruchtung außerhalb des Körpers stattfindet. Zur Fortpflanzungszeit sind Hoeflers Falterfische paarweise anzutreffen. Die Fische sind ziemlich widerstandsfähig, was sich darin widerspiegelt, dass sich ihre Population in weniger als 15 Monaten verdoppelt.

## Taxonomie und Benennung
Hoeflers Falterfisch wurde zuerst 1881 vom österreichischen Ichthyologen Steindachner formell beschrieben, wobei als Typenfundort Gorée in Senegal angegeben wurde. Das Artepitheton ehrt W. Höfler, der das Typusexemplar von Hoeflers Falterfisch sammelte oder zur Verfügung stellte.

## Gefährdung
Hoeflers Falterfisch wird nur sehr selten für den Aquarienhandel gefangen. Dies scheint keine schwerwiegenden Auswirkungen auf die Population zu haben. Die IUCN stuft Hoeflers Falterfisch als nicht gefährdet ein.